# Ralé Rašić
Zvonimir Rašić (en serbe en écriture cyrillique : Звонимир Рашић), plus connu sous le nom de Ralé Rašić (Рале Рашић), né le 26 décembre 1935 à Mostar à l'époque dans le royaume de Yougoslavie et aujourd'hui en Bosnie-Herzégovine, et mort le 8 juin 2023, est un joueur de football yougoslave (Serbe de Bosnie) naturalisé australien, qui évoluait au poste de défenseur, avant de devenir ensuite entraîneur, puis une personnalité des médias.